# Nakshatra
Die Nakshatra (Devanagari: नक्षत्र) sind eine Einteilung der Ekliptik in 27 lunare Sterngruppen in der traditionellen indischen Astronomie und Astrologie. Die einfache Übersetzung lautet: „Stern, Mondhaus, Planetenkonstellation die einem der Mondhäuser zugeordnet wird.“ Sie entsprechen ungefähr den Tagen des siderischen Monats, was dazu führt, dass der Mond jeden Tag in einem anderen Nakshatra aufgeht. Die zwölf Monate des hinduistischen Lunisolarkalenders sind nach den zwölf Mondstationen benannt.
In der Mythologie der Hindus sind die 27 Nakshatras die Töchter des Daksha und alle wurden dem Mondgott Chandra (Soma, vergleiche auch 5. Mondhaus) zur Ehe gegeben. Dieser bevorzugte Rohini („der Rötliche“, vergleiche auch 4. Mondhaus mit dem roten Riesen Aldebaran) vor allen anderen, dass die anderen eifersüchtig wurden und sich bei Daksha beschwerten. Als dessen Einspruch bei Soma nicht fruchtete, verfluchte er den Mond, er solle abmergeln. Da bekamen aber die Töchter Mitleid und baten um Gnade. Daksha konnte den Fluch nicht rückgängig machen, aber abschwächen, so dass der Mond nur 14 Tage abnimmt und dann wieder 14 Tage lang zunimmt.
Das System der Nakshatra ist bereits im Yajurveda (zirka 1000 vor Christus) vollständig überliefert und fand in Asien weite Verbreitung, wobei umstritten ist, ob das System von den Indern oder von den Chinesen geschaffen wurde. Dagegen ist klar, dass die Araber, noch in vorislamischer Zeit, das System der Mondhäuser (Manazil al-Qamar) übernommen und mit 28 Mondhäusern umgebildet haben.
Die Stellung des Mondes in den Nakshatra spielt in der indischen Astrologie Jyotish eine wichtige Rolle. So ist nicht wie in der westlichen Astrologie die Sonne als bevorzugter Planet anzusehen, sondern der Mond (Chandra). Seine Position im Horoskop, was Janma Kundali genannt wird, zeigt den eigentlichen Geburtsstern und seine damit verbundenen Bedeutungen an in dieser vedischen Wissenschaft.

## Die 27 Nakshatras

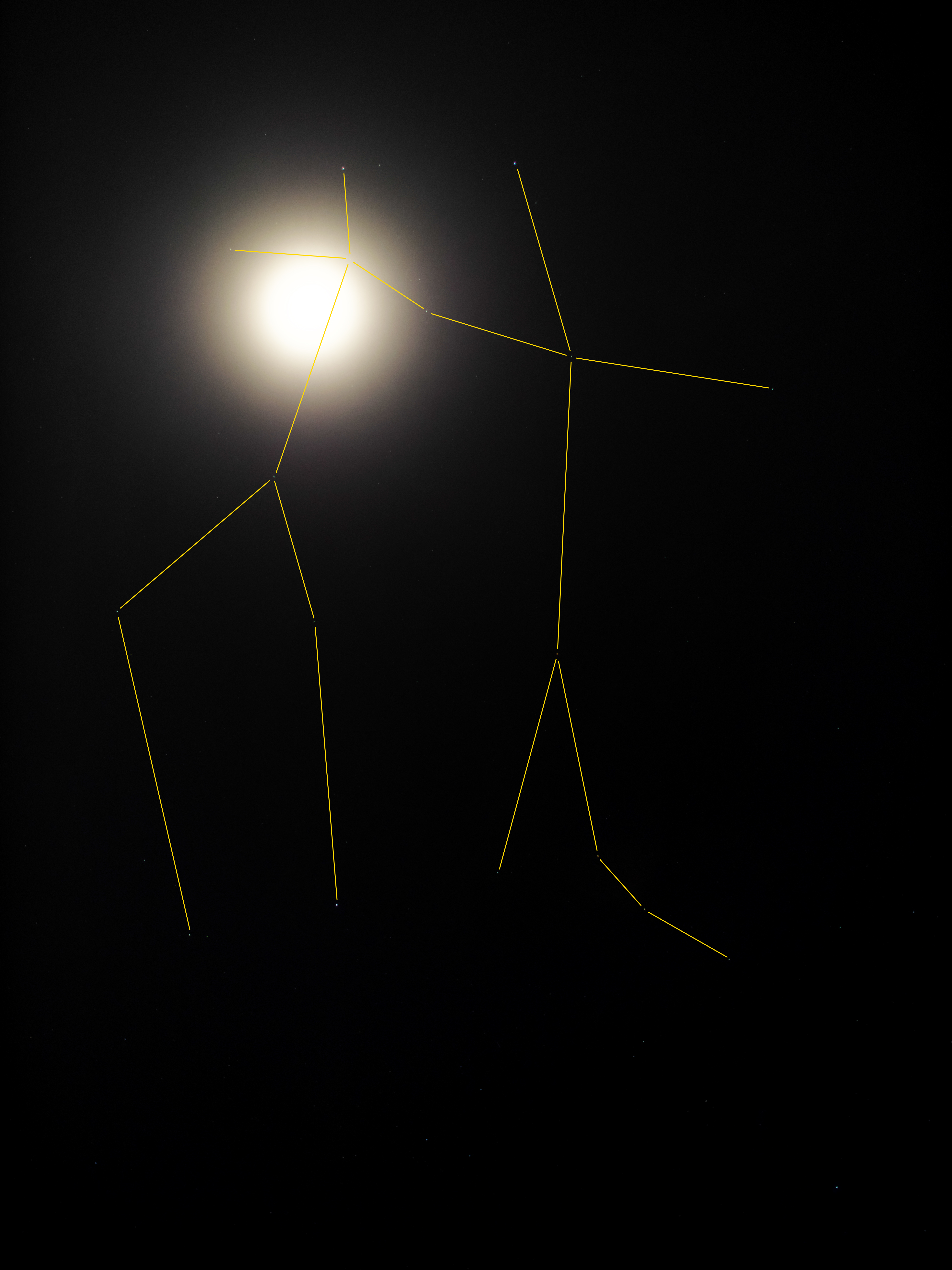
Der Mond mit Korona bei zirka 3,5 Bogengrad nördlicher ekliptikaler Breite im siebenten Mondhaus Punarvasu auf der Verbindungslinie zwischen Pollux und Wasat an der Ekliptiklinie im Sternbild Zwillinge. Rechts unten Tien Kuan im Sternbild Stier.

|    | Name                                              | Herrscher    | Identifizierung              | Karte | Lokalisierung  |
| 1  | Ashvini (अश्विनि) Die beiden Rosseschirrenden        | Ashvinau     | β γ Arietis                  |       | 00AR00-13AR20  |
| 2  | Bharani (भरणी) Wegtragende                         | Yama         | 35, 39, 41 Arietis           |       | 13AR20-26AR40  |
| 3  | Krittika (क्रृत्तिका) Plejaden                         | Agni         | Plejaden                     |       | 26AR40-10TA00  |
| 4  | Rohini (रोहिणी) Rötliche                             | Prajapati    | Aldebaran                    |       | 10TA00-23TA20  |
| 5  | Mrigashirsha (म्रृगशीर्षा) Hirschkopf                  | Soma         | λ φ Orionis                  |       | 23TA40-06GE40  |
| 6  | Ardra (आर्द्रा) Feuchte                              | Rudra        | Beteigeuze                   |       | 06GE40-20GE00  |
| 7  | Punarvasu (पुनर्वसु) Schätzebringende                | Aditi        | Kastor & Pollux              |       | 20GE00-03CA20  |
| 8  | Pushya (पुष्य) Blume                                | Brihaspati   | γ δ θ Cancri                 |       | 03CA20-16CA40  |
| 9  | Ashlesha (आश्लेषा) Umarmerinnen                      | Sarpa        | δ ε η ρ σ Hydrae             |       | 16CA40-30CA500 |
| 10 | Magha (मघा) Gaben                                  | Pitara       | Regulus                      |       | 00LE00-13LE20  |
| 11 | Purva Phalguni (पूर्व फाल्गुनी) Vordere Hellrötliche    | Bhaga        | δ θ Leonis                   |       | 13LE20-26LE40  |
| 12 | Uttara Phalguni (उत्तर फाल्गुनी) Hintere Hellrötliche  | Aryaman      | Denebola                     |       | 26LE40-10VI00  |
| 13 | Hasta (हस्त) Hand                                  | Savitri      | α bis ε Corvi                |       | 10VI00-23VI20  |
| 14 | Chitra (चित्रा) Glänzende                            | Tvashtri     | Spica                        |       | 23VI20-06LI40  |
| 15 | Svati (स्वाति)                                       | Vayu         | Arktur                       |       | 06LI40-20LI00  |
| 16 | Vishakha (विशाखा) Gegabelte                          | Indragni     | α β γ ι Librae               |       | 20LI00-03SC20  |
| 17 | Anuradha (अनुराधा) Heilbringende                     | Mitra        | β δ π Scorpionis             |       | 03SC20-16SC40  |
| 18 | Jyeshtha (ज्येष्ठा) Hauptfrau                         | Indra        | α σ τ Scorpionis             |       | 16SC40-30SC00  |
| 19 | Mula (मूल) Wurzel                                  | Nirriti      | ε ζ η θ ι κ λ μ ν Scorpionis |       | 00SG00-13SG20  |
| 20 | Purvashadha (पूर्वाषाढ़ा) Vordere Unbesiegbare          | Apas         | δ ε Sagittarii               |       | 13SG20-26SG40  |
| 21 | Uttarashadha (उत्तराषाढ़ा) Hintere Unbesiegbare        | Vishve Devas | ζ σ Sagittarii               |       | 26SG40-10CP00  |
| 22 | Shravana (श्रावण) Lahme                             | Brahma       | α β γ Aquilae                |       | 10CP00-23CP20  |
| 23 | Shravishtha (श्रविष्ठा) Berühmteste                   | Vasava       | α bis δ Delphinis            |       | 23CP20-06AQ40  |
| 24 | Shatabhisha (शतभिषा) Hundert Heilende               | Varuna       | γ Aquarii                    |       | 06AQ40-20AQ00  |
| 25 | Purva Bhadrapada (पूर्व भाद्रपदा) Vordere Stuhlfüsse   | Aja Ekapad   | α β Pegasi                   |       | 20AQ00-03PI20  |
| 26 | Uttara Bhadrapada (उत्तर भाद्रपदा) Hintere Stuhlfüsse | Ahir Budhnya | γ Pegasi & α Andromedae      |       | 03PI20-16PI40  |
| 27 | Revati (रेवती) Reichtum                             | Pushan       | ζ Piscium                    |       | 16PI40-30PI00  |